# Негри, Алешандре
Алешандре Негри (порт. Alexandre Negri, родился 27 марта 1981 в Виньеду) — бразильский и кипрский футболист, игравший на позиции вратаря.

## Карьера

### Клубная
Негри выступал во множестве клубов, в основном составе которых он не закрепился: среди них были бразильские «Понте-Прета» и «Форталеза», французский «Аяччо», румынский «Университатя» (Крайова), греческий «Арис». С 2007 года он стал выступать на Кипре: провёл сезоны в «АПОП Кинирас», АЕК из Ларнаки, в сезоне 2012/2013 на правах аренды выступал за «Доксу».
Окончательно Негри перешёл в «Доксу» в 2015 году. Трансферная стоимость: 200 тысяч евро.

### В сборной
Негри был вызван в сборную Бразилии для участия в Золотом кубке КОНКАКАФ 2003 года. Он завоевал серебряные медали с командой, но не сыграл ни одной встречи. С тех пор Негри более не привлекался в бразильскую сборную. После переезда на Кипр и получения гражданства Кипра Негри стал вызываться в сборную Кипра: так, его вызывали к матчам отбора на чемпионат Европы 2016 года.